# Vacunación contra la COVID-19 en Ayacucho
La vacunación contra la COVID-19 en Ayacucho es la estrategia departamental de inoculación que empezó el 11 de febrero de 2021 para vacunar contra la COVID-19 a la población de la región, en el marco de un esfuerzo mundial para combatir la pandemia de COVID-19.

## Antecedentes

### Organización y preparativos

#### Centros de vacunación habilitados
El 8 de marzo, el gobernador regional de Ayacucho, Carlos Rua Carbajal supervisó el Almacén de Medicamentos de Insumos, Drogas y Cadena de Frío de la DIRESA Ayacucho. Verificó el funcionamiento de los equipos de refrigeración ICE LINED. Además, durante la inspección la autoridad regional señaló lo siguiente;

Hemos dispuesto de manera oportuna todas las acciones para garantizar la cadena de frío para la llegada, conservación y vacunación a los que están en primera línea de batalla contra la pandemia. Hemos verificado el almacén de medicamentos y cadena de frío de la DIRESA y constatamos que estamos listos para cumplir la primera fase de la vacunación contra la COVID-19.

## Fases y desarrollo de la campaña de vacunación

### Primera etapa

#### Personal sanitario
El 9 de febrero arribó del primer lote de 3 mil 103 vacunas contra la COVID-19 al departamento de Ayacucho. La campaña de vacunación comenzó ese mismo día, en el Hospital Regional de Ayacucho “Miguel Ángel Mariscal Llerena”, siendo la primera persona en ser vacunada en Ayacucho, una infectóloga del nosocomio, Nátaly Romero Ávalos.

#### Adultos mayores
La tercera vacuna en llegar al país fue la de Oxford-AstraZeneca, que fue aprobada por el ejecutivo el 8 de febrero de 2021, llegando al Perú el 18 de abril de 2021.
El 29 de abril, el estado peruano informó de un nuevo avance de adultos mayores de la región inmunizados contra la COVID-19, llegando a cubrir a 13 mil 279 ancianos mayores de 70 años, de un universo de 11 mil 502 personas.

## Opinión pública
| ¿Aceptaría vacunarse contra el COVID-19? | ¿Aceptaría vacunarse contra el COVID-19? | ¿Aceptaría vacunarse contra el COVID-19? | ¿Aceptaría vacunarse contra el COVID-19? | ¿Aceptaría vacunarse contra el COVID-19? | ¿Aceptaría vacunarse contra el COVID-19? |
| OpciónMes                                | No acepta                                | Sí acepta                                | No sabe                                  | No responde                              | Ref.                                     |
| ---------------------------------------- | ---------------------------------------- | ---------------------------------------- | ---------------------------------------- | ---------------------------------------- | ---------------------------------------- |
| Sep. 2021                                | 34.7% (29.8-40%)                         | 45.4% (39.7-51.4%)                       | 19.8% (15.2-25.4%)                       | 0% (0-0.2%)                              | [ 8 ]                                    |